# 苏莱曼·阿特勒
苏莱曼·阿特勒（土耳其語：Süleyman Atlı，1994年7月27日—），土耳其男子摔跤运动员。他曾代表土耳其参加2019年欧洲运动会摔跤比赛，获得男子自由式57公斤级铜牌。他也曾出战2016年和2020年夏季奥运会。